# Alfredo Cantón
Alfredo Cantón (Nuevo Emperador, 6 de septiembre de 1910 - Panamá, 8 de julio de 1967) fue un escritor y pedagogo panameño, ganador de premios y reconocimientos nacionales e internacionales.

## Vida
Alfredo Cantón nació en Línea (población innundada al construirse el Canal de Panamá y mudada al sitio conocido hoy como Nuevo Emperador), el 6 de septiembre de 1910 durante la época de la construcción del Canal de Panamá.

### Nicaragua y Guatemala
Obtuvo con notas brillantes sus diplomas de Maestro de Educación Primaria y de Bachiller en Ciencias y Letras en el Instituto Pedagógico de Managua, Nicaragua (1928 y 1929) regentado por los Hermanos Cristianos. 

Se traslada a la ciudad de Guatemala donde trabajó como maestro de grado en el Colegio San José de los Infantes, dirigida por la Curia Católica y del cual era Rector el predicador Salesiano Padre Manuel Sicker.
Ingresa en la Universidad de San Carlos en Guatemala (1929) para estudiar Pedagogía. Suspende sus estudios en 1931 para regresar a Panamá para apoyar a la familia que requería de su ayuda para solventar la precaria situación económica por la que atravesaban, en parte, por las pérdidas materiales que afecto a la familia, producto del terremoto del 31 de marzo de 1930 que destruyó la ciudad de Managua. Sus padres y hermanos se trasladan a Colón invitados por parientes de la familia de su padre Don Adán Cantón Kamp.

### Colón, Panamá
Los tiempos eran malos; el mundo vivía los efectos de la terrible crisis económica, y el joven maestro que regresaba al país lleno de ilusiones se ve obligado a trabajar como capataz en una hacienda de ganado y bananos, situada en las márgenes del río Piedras, cerca del pueblo de María Chiquita en la provincia de Colón. Durante cuatro años vive prácticamente aislado entre el mar Caribe, la selva virgen y el río Piedras, pues en esa lejana época, esos lugares estaban aislados, distantes y sin más vía de comunicación que la marítima.
En este aislamiento, de la selva y el mar, a los veintiún años, comienza a sentir intensamente la necesidad de escribir. Producto de estas inquietudes escribe Rojas y Pálidas, obra de juventud, serie de novelas cortas publicadas por una editorial de Barcelona, España. La juventud latinoamericana vivía la epopeya del General de Hombres Libres César Augusto Sandino, que luchaba por la libertad de su patria en las montañas de Nicaragua. A Alfredo Cantón, quien había vivido en Nicaragua y cuyos padres eran originarios de allí, le hervía en la sangre la protesta por la ocupación de Nicaragua. De pronto se anuncia la emboscada y asesinato del general Sandino, y como una protesta, escribe y publica su segunda novela, A Sangre y Fuego, obra también de juventud y que encierra la epopeya de las Segovias.
La convivencia de cuatro años en la selva le puso en contacto con la vida rural de su pueblo, sus necesidades, su sentir y sus aspiraciones. En el corazón de la selva experimenta de nuevo la nostalgia de los estudios universitarios, siente que es por medio de una educación superior como mejor podría un día ayudar al pueblo, al que él se siente identificado, y un día, a caballo, atraviesa por última vez María Chiquita en viaje hacia Colón, la ciudad Atlántica de Panamá.
En Colón trabaja como cobrador de inquilinato, unas veces; otras, como chofer repartiendo leche en una empresa de ese tipo. Palpa de cerca cómo sufre el pueblo por los efectos de la crisis económica. Un día decide que si hay que pasar trabajos, tanto da pasarlos en Colón como en Panamá, y se marcha a la Capital. Esta resolución fue decisiva en su vida.

### Panamá
Alfredo no se arredra. Es optimista en medio de tantas miserias. Un día, como un don extraordinario, consigue trabajo como ayudante de carpintero en unas construcciones que el Gobierno emprende para dar trabajo a los desocupados. Si antes en la selva, tuvo en sus manos el hacha y el machete, ahora, en la capital empuña el serrucho y el martillo. En 1936 ya está matriculado en la Universidad de Panamá, Humanidades. Continúa la crisis económica. No encuentra trabajo. En 1937 ensaya el periodismo. El Comercio de Panamá fue un efímero semanario que por corto tiempo publica con otros compañeros[Biblioteca Nacional, Ernesto J. Castillero - Hemeroteca]. Esta lucha heroica dura casi cuatro años, al cabo de los cuales ve coronados sus esfuerzos y se gradúa en la primera promoción de la Universidad de Panamá, en 1941, de Licenciado en Humanidades, con altas calificaciones que le hacen merecedor a pertenecer al capítulo de Honor SIGMA LAMDA.
A partir de este momento Alfredo Cantón se consagra por entero a la educación. Ejerce desde 1940 hasta 1941 el cargo de Secretario del Instituto Nacional de Panamá. En 1942 es nombrado Profesor de Español en la Escuela Normal de Santiago de Veraguas.
Ese mismo año contrae matrimonio con la señorita maestra Carmen Cecilia Dutari, de Santiago de Veraguas, quien ha de ser para él un gran estímulo en su vida.

### Estados Unidos de América
En septiembre de 1945 consigue un contrato para trabajar como profesor en la Washington University, Saint Louis, Missouri, Estados Unidos. Parte hacia el norte con su familia. Durante casi cinco años, enseña y estudia a la vez, pues se matriculó en la Escuela de Graduados de la Washington University. En 1947 recibe el título de Master of Arts in Education y en junio de 1949 recibe el grado superior de Doctor en Educación, con el grado KAPP DELTA PI, sociedad honoraria de las Universidades estadounidenses. Inmediatamente es contratado por la Universidad de Illinois para trabajar como profesor y se traslada a Urbana-Champaign.
Entre sus estudios y ocupaciones en la cátedra, Cantón no ha olvidado sus afanes literarios. De esta época datan tres novelas inéditas: A orillas del Xolotlán, Sinfonía en Negro y Oro, Cascos y Sedas. Publicó varios cuentos, de los que el más conocido en su país es “El Ciego del Bulabá”, que fue publicado por Rogelio Sinán en el compendio Biblioteca Selecta.

### Regreso a la ciudad de Panamá
En 1950 el Doctor Arnulfo Arias, Presidente de la República, le invita mediante telegrama, a que se incorpore a trabajar en la educación, le ofrecen el cargo de Director General de Educación de su país, cargo que acepta, luego de consultas tanto en la Universidad de Illinois, como de amigos como el Dr. Octavio Méndez Pereira, Bonifacio Pereira, y su suegro, el Dr. Aurelio Dutari. Ese mismo año, representa a Panamá en el Seminario de Educción Primaria en Montevideo, Uruguay, en donde se echaron las bases del proyecto de Educación Fundamental de la UNESCO. Representa luego a su país en 1952, en el Seminario de Educación Vocacional organizado por la Unión Pan Americana, y la Universidad de Maryland.
Por razones políticas y personales es destituido del cargo, y al decidir, no regresar a la cátedra en los Estados Unidos, acepta la posición de Inspector de Escuelas Particulares, a partir de 1953. Se desempeñó con esmero, diligenicia y seriedad, estableciendo las bases para elevar el cargo al nivel de Dirección de Escuelas Particulares, cargo que desempeña hasta 1961. Alterna la labor ministerial con la de profesor de inglés en el Colegio Javier, regentado por los Padres Jesuitas, en el Colegio Cristobal Rodríguez, y la Escuela de Artes y Oficios, Melchor Lasso de la Vega.
Por estos años es de los pocos que viaja a David, Chiriquí a dictar los cursos de español para los cursos de extensión que promueve la Universidad de Panamá.
Alterna esta nueva función con las de su cátedra en la Universidad de Panamá, como Profesor de Español en la Facultad de Humanidades y de Educación- pedagogía- (1961-66), y es que la famosa "rosca universitaria" no le había permitido ascender de categoría por no ser parte de esta.
El Dr. Alfredo Cantón ocupa los siguientes cargos en el Minsiterio de Educación: Director de Educación Particular, (1953 - 1961) Director de Educación Normal, (1961 – 1964) Director de Educación Secundaria (1964 - 1965), Viceministro y Ministro encargado (1965-7). El 20 de mayo de 1966 es nombrado, por segunda vez, Director General de Educación y desde esa posición continuó sus reformas a la educación nacional.
De su última época se remontan sus obras pedagógicas; “Desenvolvimiento de las Ideas Pedagógicas en Panamá”, “Hacia una Nueva Escuela Rural Americana”, “Anales de la Educación General de Educación 1950 – 1953”, “Nueva Orientación para los primeros y segundos grados de la escuela primaria”, “Investigación sobre el aprendizaje de la ortografía en los sextos grados de las escuelas particulares de la República de Panamá”, “Al margen de los nuevos programas”, “Guía metodológica para el programa de matemáticas de la escuela primaria particular”. Publica con otros autores: “Aritmética para Primer año, método global”, junto a Mara Guardia de Bemal y Dolores Pinila de Proctor (trabajo pedagógico, 1957-61), “Leamos amiguitos" trabajo de primer grado, con otra autora (1957).

### Reconocimiento Internacional
Por estos años es agudo observador de las vicisitudes del movimiento estudiantil y la novela Juventudes Exhaustas (1956), autobiográfica, que somete al concurso Ricardo Miró, pero con resultados de no recordar. La envía, a sugerencia de su hermano Rafael Cantón, la profesora Elena Ch. De Pinate y Bonifacio Pereira, a un Concurso interamericano de novela en Brasil, promovido por la revista O' Cruzeiro Internacional, y compite con más de 300 escritores de toda América y obtiene el primer lugar en 1958-59. Esta es considerad por la crítica literara de nuestra América y Panamá, como su mejor obra literara.
Participa en el seminario de Educación Particular para colegios católicos en Santiago de Chile en 1956.
Para entonces, (octubre de 1958) su elevado prestigio permite que los gobiernos de Francia, Suiza, Checoslovaquia (entonces comunista) y la UNESCO le becan para prestigiar sus estudios en Educación, que realiza en Francia, - Estudios de Supervisión Escolar -, junto a otros educadores latinoamericanos, y conocer por parte de estos países, la organización escolar. Regresa en mayo de 1959.
Representa a Panamá en el IV Congreso de Ministros de Educación de América, en Bogotá, Colombia, 1963. Seminario de Educción Secundaria en México, 1965.
La Iglesia Católica, lo invita a participar en la fundación de la Universidad Santa María la Antigua, y es uno de sus síndicos, en 1965. Es notable la defensa pedagógica-jurídica que realiza el Dr. Alfredo Cantón ante la Asamblea Nacional que culmina en la creación de la Educación Universitaria Particular.
Por estos años es postulado por los partidos tradicionales para el cargo de diputado a la Asamblea Nacional, pero sin resultados positivos.
La última participación en eventos internacionales la realiza ante la Primera Reunión de Derecho de Autor, en Río de Janeiro, Brasil, 1966.
Luego de luchar con el cáncer que le aquejaba, el 8 de julio de 1967, entrega su alma al creador.

## Instituto Dr. Alfredo Cantón
El Instituto Dr. Alfredo Cantón es uno de los colegios secundarios más reconocidos de la República de Panamá por el alto índice de calidad de los estudiantes egresados de dicho colegio.
En su honor, el Gobierno Nacional designó su nombre al Primer Ciclo que se construyó en San Miguelito, en la comunidad Camino al Cielo, en 1969. Posteriormente fue elevada a la categoría de Educación Secundaria, conociéndose como el “Instituto Dr. Alfredo Cantón”.
Está ubicado en el Corregimiento Mateo Iturralde, Distrito de San Miguelito. Se creó como  Primer Ciclo un 23 de abril de 1969, a través del Decreto No. 85, firmado por José María Pinilla y Bolívar Urrutia, miembros de la Junta Provisional de Gobierno.
El plantel inició labores el 5 de mayo de 1969, con una matrícula de 1,037 estudiantes y con la colaboración de 49 profesores. Es importante señalar que en 1974, se inicia las gestiones para establecer el Segundo Ciclo, bajo la dirección de la Profesora Claudia Montenegro. Este proyecto se logra en 1975, mediante el Decreto No. 107 del 20 de diciembre de 1977, firmado por el Presidente Basilio Lakas y el Ministro de Educación Aristides Royo, transformándose de esta manera en Instituto, con especialidad en Bachilleres en ciencias y Humanidades en turnos matutinos y vespertinos.

## Obras

### Pedagógicas
- Desenvolvimiento de las Ideas Pedagógicas en Panamá 1954 - 1955
- Hacia una Nueva Escuela Rural Americana
- Anales de la Educación General de Educación 1950 – 1953
- Nueva Orientación para los primeros y segundos grados de la escuela primaria
- Investigación sobre el aprendizaje de la ortografía en los sextos grados de las escuelas particulares de la República de Panamá
- Al margen de los nuevos programas
- Guía metodológica para el programa de matemáticas de la escuela primaria particular

#### Conjuntas
- "Aritmética para Primer año, método global”, junto a Mara Guardia de Bernal y Dolores Pinilla de Proctor (1957-1961)
- “Leamos amiguitos" trabajo de primer grado, con otra autora (1957).

### Novelas
- Rojas y Pálidas (1933) {{En evento, realizado en la Biblioteca Nacional Ernesto J. Castillero R., la profesora Fulvia de Castillo preciso: " Rojas y pálidas puede ser una novela autobiográfica; está escrita en primera persona"; es una obra "de misterio, de angustia existencial, que propone una nueva estética modernista, romántica, existencial, que está entre la vigilia y el sueño". Para Castillo, en esta obra, Cantón "acoge todas las corrientes literarias de su tiempo"}}
- A Sangre y Fuego (1935)
- A Orillas del Xolotlán (1940)
- Sinfonía en Negro (Circa 1940)
- Oro, Cascos y Sedas (1947 - 1948)
- Juventudes Exhaustas (1955 - 1956)
- Nalu Nega (1960 - 1961)
- Caso, Cuento y Consejas (1961 - 1962)

### Cuentos
- El Ciego del Bulabá (1946)
- Cuentos de la Campiña Interiorana (1961)
- Un carrito Introvertido (1961)
- Cuentos y Consejas de Don Juan Ventura (1961)

### Teatro
Obras inéditas, por revisar.

### Diarios
Obras inéditas, por revisar.

## Condecoraciones
- Orden Manuel José Hurtado, por sus logros en bien de la Educación.
- Orden Vasco Núñez de Balboa, por sus logros en beneficio del desarrollo nacional y sus servicios a la patria.
- Orden del Caballero Nacional al Mérito y Gran Cruz al Caballero de la Orden del Gobierno de Francia.

## Membresías
- Miembro de la Sociedad Cervantina de Panamá.
- Miembro de la Junta Directiva de Síndicos de la Universidad Santa María La Antigua de Panamá.
- Pergamino de la Asociación de Escuelas Privadas de Colón.
- Pergamino de la Sociedad Cervantina de Panamá.
- Miembro de “Phi Delta Kappa”, Sociedad Honorífica de Educadores de Estados Unidos de Norte América.
- Miembro del Capítulo de Honor “Sigma Landa”, Universidad de Panamá.
- Presidente de la Comisión Quignard en educación secundaria en 1966.
- Pergamino de Amigos y Admiradores del Laureado Escritor y Panameño Ilustre, Dr. Alfredo Cantón.